# Cal Fàbregues
Cal Fàbregues és un edifici del municipi d'Esparreguera (Baix Llobregat) inclòs en l'Inventari del Patrimoni Arquitectònic de Catalunya.

## Descripció
És un habitatge entre mitgeres, estructurat en planta baixa i dos pisos superiors. Té dues entrades que inicialment eren d'arc de mig punt amb gran dovelles ben escairades però, en algun moment, es van mutilar per allindar l'entrada. Al primer pis, alineades amb les obertures de la planta baixa, trobem dues finestres amb motllures i ampits amb decoracions vegetals i de caps humans. El pis superior té una galeria correguda d'arcs de mig punt suportats per petites columnes de secció poligonal. La coberta és amb bigues de fusta i teula àrab amb un ràfec de gran voladís.